# Margaret Burvill
Margaret Ann Burvill, po mężu Edwards (ur. 2 października 1941 w Perth, zm. 28 lutego 2009) – australijska lekkoatletka, sprinterka, dwukrotna rekordzistka świata, medalistka igrzysk Imperium Brytyjskiego i Wspólnoty Brytyjskiej, olimpijka.
Zdobyła brązowy medal w biegu na 220 jardów (za Dorothy Hyman z Anglii i swą koleżanką z reprezentacji Australii Joyce Bennett) na igrzyskach Imperium Brytyjskiego i Wspólnoty Brytyjskiej w 1962 w Perth. 
12 stycznia 1963 w Perth wyrównała rekord świata w biegu na 220 jardów, a 22 lutego 1964, również w Perth, poprawiła ten wynik na 22,9 s. Czas ten został uznany za wyrównanie rekordu świata w biegu na 200 metrów należącego od 1960 do Amerykanki Wilmy Rudolph.
Na igrzyskach olimpijskich w 1964 w Tokio Burvill zajęła 6. miejsce w sztafecie 4 × 100 metrów oraz odpadła w półfinałach biegu na 100 metrów i biegu na 200 metrów.
Burvill była wicemistrzynią Australii w biegu na 220 jardów w 1961/1962 i 1963/1964, a w biegu na 440 jardów była wicemistrzynią w 1964/1965 i brązową medalistką w 1965/1966. 
Jej rekord życiowy w biegu na 100 metrów wynosił 11,5 s (28 października 1964, Perth), a w biegu na 400 metrów 54,2 s (14 maja 1966, Perth).